# Enicospilus serphus
Enicospilus serphus là một loài tò vò trong họ Ichneumonidae.